# Unsere Leichen leben noch
Unsere Leichen leben noch ist ein semi-dokumentarischer Spielfilm von Rosa von Praunheim aus dem Jahr 1981. 

## Inhalt
Keine zwei Wochen mehr bis zur Eröffnung der Foto-Ausstellung „Die Frau der dreißiger Jahre“ in einer Berliner Galerie. Lotti Huber beherbergt vier Frauen, deren Lichtbildmaterial Exponat geworden ist. Die fünf Frauen, alle über sechzig Jahre alt, erzählen aus ihrem Leben, geben sich dem Konsum von Alkohol und anderen Genussmitteln hin und werden von Rosa von Praunheim in einen grotesken Kriminalfall verwickelt.

## Notizen
Der TV- und Kinofilm hatte seine Uraufführung bei den Internationalen Hofer Filmtagen (1981) und wurde unter anderem 1982 im Museum of Modern Art in New York City und beim Chicago International Film Festival gezeigt. Im Fernsehen wurde der Film zum ersten Mal 1983 in der ARD ausgestrahlt.
Die Band Family 5 von Fehlfarben-Sänger Peter Hein benannte 1988 ihr erstes Live-Album nach dem Film.
Im Jahr 2005 bewarb sich Christoph Schlingensief um die Intendanz am Deutschen Theater in Berlin. Im Falle eines Erfolgs wollte er Unsere Leichen leben noch frei nach Rosa von Praunheim als Eröffnungspremiere inszenieren.
Als Hommage der Stadt Frankfurt am Main an den Regisseur, der seine Jugendzeit in der Mainmetropole verbracht hat und den Frankfurter Stadtteil Praunheim in seinem Künstlernamen trägt, zeigte das Lichter Filmfest Frankfurt International 2014 Unsere Leichen leben noch (zusammen mit von Praunheims Film Meine Mütter).

## Rezeption
Die Lebensfreude der porträtierten Damen sprang offenbar auf die Kritiker über: „Mit diesen fünf Frauen arrangierte Rosa von Praunheim einen Film, dessen fiktiv gestellte Plaudereien sämtliche Talkshows der letzten Jahre mühelos verblassen lassen […]. Aber weil sie so grell sind und so große Gesten riskieren, weil sie ihr Leben auch auf Teufel komm raus chargieren und outrieren, sind sie von einer eindrucksvollen Präsenz und – schön“, befand Hellmuth Karasek im Spiegel. „Ein ganz und gar unmöglicher Film. Den muss man gesehen haben“, war in der Stuttgarter Zeitung zu lesen. Der Filmkritiker Olaf Stüben brachte sein Resümee mit einem Wort auf den Punkt: „Genial!“

## Auszeichnungen
- Prädikat besonders wertvoll